# Bernardin Gavana
Bernardin Gavana OFM nebo snad Bernardin Gavano byl irský františkán – hybern, který po nucené emigraci z rodného Irska působil v Čechách, konkrétně v Praze okolo roku 1686. Působil jako profesor filozofie na pražském arcibiskupském semináři. 
Jeho rukopisné přednášky z logiky a metafyziky: 
- Logica seu philosophia rationalis Aristotelica ad mentem subtilis doctoris Joannis Duns Scoti tradita a P. Bernardino Gavano et Antonio Morphil, O. M. S. Fr., strictioris observantiae, Hibernis, seminarii archiepiscopalis Pragensis philosophiae professoribus ordinariis.[1]
- Tractatus im VIII. libros physicorum Aristotelis ad mentem doctoris subtilis Joannis Duns Scoti, tradente P. Bernardino Gavana O. S. F., strict. observantiae, Hiberno, et in archiepiscopalis seminario Pragensi philosophiae lectore ordinario scriptus. 1686.[2]